# Atholus siculus
Atholus siculus är en skalbaggsart som först beskrevs av Tournier 1869.  Atholus siculus ingår i släktet Atholus och familjen stumpbaggar. Inga underarter finns listade i Catalogue of Life.